# Brasema rhadinosa
Brasema rhadinosa är en stekelart som beskrevs av Gibson 1995. Brasema rhadinosa ingår i släktet Brasema och familjen hoppglanssteklar.
Artens utbredningsområde är Costa Rica. Inga underarter finns listade.